# Сапе
Са́пе (індонез. Sape) — один з 18 районів округу Біма провінції Західна Південно-Східна Нуса у складі Індонезії. Розташований у східній частині. Адміністративний центр — селище Бугіс.
Населення — 54415 осіб (2013; 53991 в 2012, 53064 в 2010).

## Адміністративний поділ
До складу району входять 4 селища та 13 сіл:
| Населений пункт    | Населення, осіб (2010) |
| ------------------ | ---------------------- |
| Баджопулау, село   | 1705                   |
| Боке, село         | 940                    |
| Бугіс, селище      | 6893                   |
| Бунчу, село        | 2622                   |
| Джіа, село         | 2514                   |
| Ково, село         | 3735                   |
| Ламере, село       | 1837                   |
| Нає, село          | 1695                   |
| Нару, селище       | 3419                   |
| Нару-Барат, селище | 3619                   |
| Парангіна, село    | 4880                   |
| Поджа, село        | 2168                   |
| Раїої, село        | 3214                   |
| Расабоу, селище    | 4784                   |
| Сангіа, село       | 4887                   |
| Сарі, село         | 3032                   |
| Танах-Путіх, село  | 1120                   |